# Barroso (ort)
Barroso är en ort i Brasilien.   Den ligger i kommunen Barroso och delstaten Minas Gerais, i den sydöstra delen av landet, 700 km sydost om huvudstaden Brasília. Barroso ligger 927 meter över havet och antalet invånare är 16 975.
Terrängen runt Barroso är huvudsakligen lite kuperad. Barroso ligger nere i en dal. Det finns inga andra samhällen i närheten.
Omgivningarna runt Barroso är huvudsakligen savann. Runt Barroso är det mycket glesbefolkat, med 6 invånare per kvadratkilometer.